# Pool Panic
 (décembre 2018).
Si vous disposez d'ouvrages ou d'articles de référence ou si vous connaissez des sites web de qualité traitant du thème abordé ici, merci de compléter l'article en donnant les références utiles à sa vérifiabilité et en les liant à la section « Notes et références ».
Pool Panic est un jeu vidéo de billard développé par Rekim et édité par Adult Swim Games, sorti en 2018. Il est disponible sur Steam et sur Switch. La musique a été composée par Grandmaster Gareth.

## Système de jeu
Pool Panic est un jeu de billard, dont la particularité est de proposer des niveaux loufoques et non réalistes. Le joueur contrôle la bille blanche, qu'il peut déplacer à volonté, et le but est d'empocher toutes les billes présentes dans chaque niveau, en terminant par la noire et la blanche. Les billes ont un visage, des jambes et parfois des bras et certaines peuvent se déplacer ou agir de différentes manières. Chaque couleur de bille est associée à un comportement que le joueur doit découvrir afin de le contrer. Par exemple, certaines billes évitent la blanche lorsqu'elle se dirige vers elles, d'autres sautent ou encore secouent le niveau pour éclater les billes dans toutes les directions.
La campagne solo comprend plus de 100 niveaux différents, dans des milieux aussi variés que la forêt, un chantier, une caverne ou encore une ferme.
Le mode multijoueurs permet à plusieurs joueurs (jusqu'à quatre) de s'affronter en local.

## Graphismes
Les visuels sont très colorés et peu réalistes, à la manière d'un cartoon. Les billes ont un visage et peuvent exprimer différentes émotions en réaction à ce que fait le joueur : peur, panique, ou encore provocation.